# Pertti Purhonen
Pertti Purhonen est un boxeur finlandais né le 14 juin 1942 et mort le 5 février 2011.

## Carrière sportive
Lors des Jeux de Tokyo en 1964, il remporte une médaille de bronze dans la catégorie des poids welters.

### Parcours auxJeux olympiques
Jeux olympiques d'été de 1964 à Tokyo (poids welters)